# Sanctuary (Teksas)
Sanctuary je gradić u američkoj saveznoj državi Teksas. Prema popisu stanovništva iz 2010. u njemu je živjelo 329 stanovnika.